# 1125
Cette page concerne l'année 1125  du calendrier julien.
L'année 1125 est une année commune qui commence un jeudi.

## Événements

### Asie
- 27 novembre : les Jin passent le fleuve Jaune et envahissent la Chine des Song[1]. 
  - Le dernier empereur Liao Tianzuo est capturé par les Jin au début de l’année près du désert des Ordos. Les Khitans sont expulsés par les Jurchens. Ils s’enfuient vers l’Ouest (1125-1127). L’empereur Jin Wuqimai ordonne la guerre contre les Song début novembre L’empereur song de Chine Huizong rappelle les conservateurs, puis abdique en janvier 1126[2].

### Proche-Orient
- 25 janvier : l’atabeg de Mossoul al-Borsoki lève le siège d’Alep par les Francs[3]. Il unit les deux villes sous sa domination (fin en 1126)[4].

- 2 mai : Baudouin II de Jérusalem confirme les privilèges de la république de Venise[5].
- 11 juin : victoire des croisés sur les Seldjoukides à la bataille d’Azâz[5].
- Été : le cadi Ibn al-Khachab est assassiné en sortant de la grande mosquée d’Alep par un membre de la secte des Assassins[4].

### Europe
- 24 avril : l’évêque Othon de Bamberg se rend en Poméranie pour l’évangéliser à la demande du roi Boleslas de Pologne[6].
- 19 mai, Russie : mort de Vladimir II Monomaque, grand-prince de Kiev ; son fils Mstislav Ier lui succède à Kiev (fin en 1132)[7]. Son autre fils Iouri Dolgorouki devient grand prince de Souzdal (fin en 1157)[8].
- 30 août[9] : élection à la diète de Mayence de Lothaire de Supplinbourg ou de Saxe, empereur romain germanique (fin de règne en 1137). Après le retrait de Léopold de Babenberg, Lothaire supplante les autres candidats, Frédéric et Conrad de Hohenstaufen, mais doit les combattre, ce qui déclenche la querelle des Guelfes et des Gibelins (Welf de Bavière, Hohenstaufen de Souabe) de 1125 à 1152[10].
- 13 septembre : Lothaire est couronné roi de Germanie à Aix-la-Chapelle par l’archevêque de Cologne[11].
- 16 septembre : accord par lequel le Comte de Toulouse Alphonse Jourdain reçoit le titre de marquis de Provence et les régions du Nord de la Durance et de Beaucaire[12].
- 11 octobre: tremblement de terre à Bénévent [13]
- Vers 1125/1127, Ladislas II le Banni épouse Agnès de Babenberg, la fille du margrave d’Autriche Léopold III[14].
- Étienne de Blois, comte de Mortain, futur roi d’Angleterre, épouse Mathilde, fille et héritière du comte de Boulogne[15].
- Création de l’Abbaye d’Hautecombe à Chindrieux[16].
- Hugues Ier de Champagne abdique et se fait templier. Il lègue le comté de Troyes et le comté de Champagne  à son neveu Thibaut IV de Blois[17].
- Pierre Abélard est élu abbé au monastère de Saint-Gildas-de-Rhuys. Début de sa relation épistolaire avec Héloïse d'Argenteuil[18].
- en octobre, un tremblement de terre frappe Bénévent (Italie) et les environs selon le chroniqueur Falcon de Bénévent[19].